# Chiến thuật moi tim
Chiến thuật moi tim (Oa tâm tạng chiến thuật) là một chiến thuật tấn công trong quân sự, thuật ngữ gọi cho chiến thuật này được đặt bởi cố vấn quân sự Mai Gia Sinh trong chiến dịch Điện Biên Phủ.

## Mô tả chiến thuật
Đây là chiến thuật tấn công tập trung, với hướng tấn công chính yếu nhằm vào Sở chỉ huy đối phương, được mô tả như "lưỡi gươm đâm thẳng vào tim" và sau đó cho quân tấn công từ trong ra ngoài, phối hợp các cuộc tấn công đánh từ ngoài vào.